# 托马斯·苏文

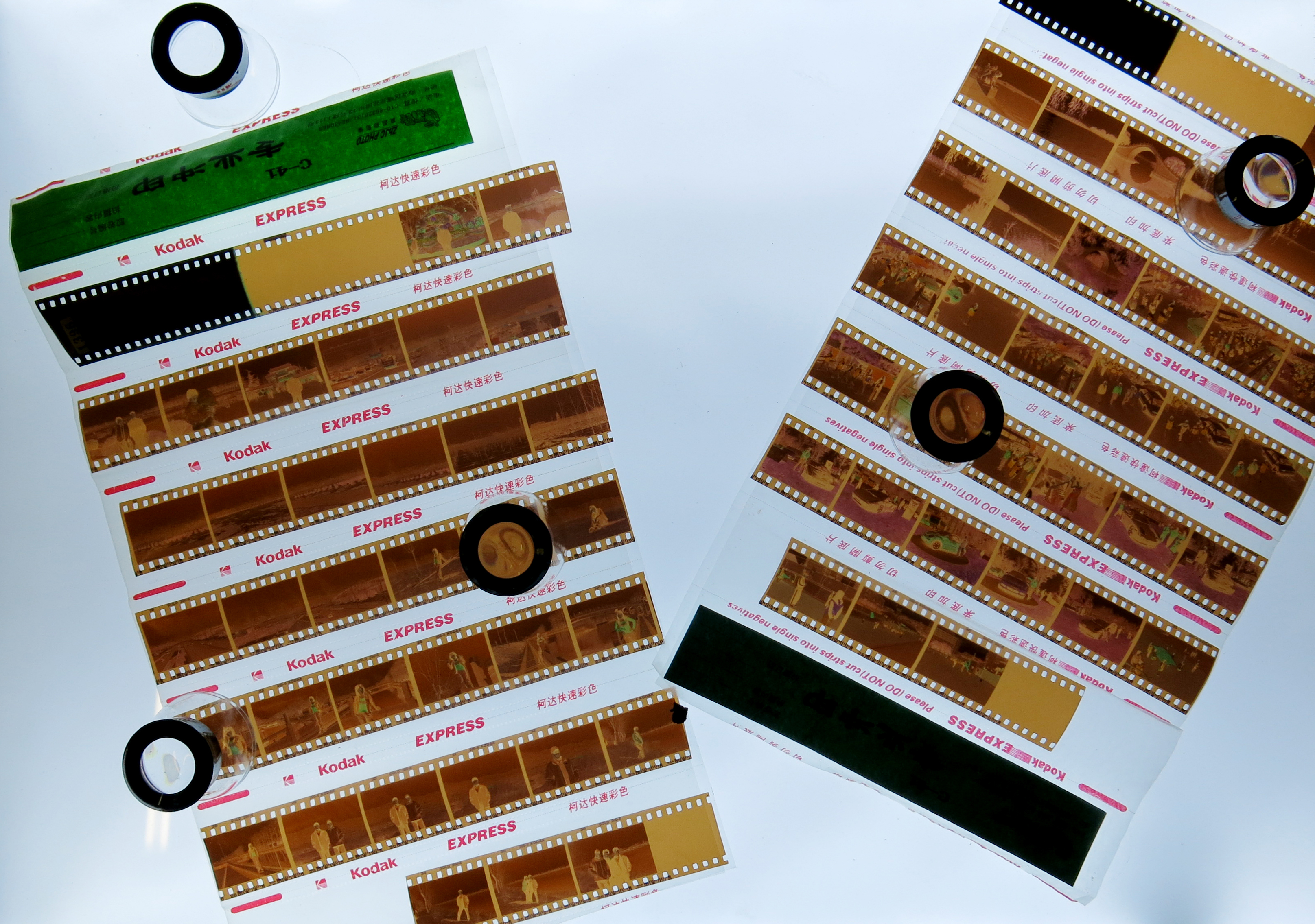
“北京银矿”项目用的彩色底片

托马斯·苏文（法語：Thomas Sauvin；？—）是一位居住在北京的法国摄影收藏家和编辑。自2006年以来，他专门为英国的现代冲突档案馆顾问工作，他是一个独立的档案和出版商，他收藏中国作品，从当代摄影到期刊物再到匿名摄影。苏文有他的作品展览，并通过现代冲突档案馆公布。

## 生活和工作
苏文开始了“北京银矿”项目，在北京回收区收集超过50万张将要被集中销毁的匿名彩色底片。1985年，银膜开始在中国大量使用，直到2005年数字摄影开始接管时，整整覆盖了20年。
2013年，苏文和动画导演雷磊选用北京银矿中的每系列3000张左右照片，制作成5分30秒的实验动画短片《照片回收》。

## 展览
- 2010年：中国大理国际摄影节[7]
- 2012年：奥地利布里克森开放城市博物馆[8]
- 2012年：新加坡国际摄影节（英语：Singapore International Photography Festival）[9]
- 2013年：英格兰德比格式国际摄影节[1][10]